# Nguyễn Vinh Sơn
Nguyễn Vinh Sơn (sinh ngày 9 tháng 6 năm 1953 tại Huế) là một đạo diễn người Việt Nam. Ông nổi tiếng với bộ phim truyền hình Đất Phương Nam – bộ phim dài tập đầu tiên của Việt Nam được xuất khẩu sang Mỹ và được đón nhận đông đảo.
Năm 2008, bộ phim điện ảnh Trăng nơi đáy giếng do ông làm đạo diễn đã xuất sắc giành giải Giải Bông Sen Bạc cho phim truyện điện ảnh tại Liên hoan phim Việt Nam lần thứ 16. Phim cũng đoạt nhiều giải thưởng khác trên thế giới 

## Tiểu sử
Nguyễn Vinh Sơn, người anh cả của một đại gia đình điện ảnh, với gần chục đứa em và các con, cháu ... làm đủ các thành phần, đủ thành lập một hãng phim. Cũng Nguyễn Vinh Sơn, với chu kỳ 10 năm một phim, nhưng mỗi phim đều là một nỗi ám ảnh, mỗi phim đều làm dậy lên hương vị của một miền đất.
Kỹ lưỡng, cực đoan, không bao giờ nhượng bộ trong phim ảnh, Nguyễn Vinh Sơn mang đến nhiều tiền lệ cho những người làm điện ảnh Việt Nam vốn hay quyết liệt trong chuyện cãi vã trên báo chí, nhưng lại rất dễ thỏa hiệp trong ý tưởng làm phim. Như Ozu, làm phim giống một cái đạo, không chiều lòng ai, chỉ chiều lòng chính cái đạo của mình, để tìm một đích đến, Nguyễn Vinh Sơn đã chọn con đường gian khó nhất. Để có được "Tuổi thơ dữ dội", có "Đất Phương Nam" và có "Trăng nơi đáy giếng". Và năm sau, có thể đó sẽ là "Tuổi 20 yêu dấu", một hương vị Hà Nội đặc biệt, bắt đầu từ cuốn tiểu thuyết cùng tên của Nguyễn Huy Thiệp...

## Gia đình
Ông có hai người em ruột. Người em kế ông tên Nguyễn Trinh Hoan, hiện là Giám đốc Công ty Sản xuất Phim Hoan Khuê (HK Film). Cậu em út tên Nguyễn Minh Cao, là đạo diễn điện ảnh, có nhiều bộ phim được yêu thích: Gia tài bác sĩ, Thề không gục ngã, Lật mặt hung thủ, Sau phút đam mê, Duyên trầu cau, Nhà trọ có 4 cô chiêu, Phiêu lưu mùa hè, Sơn ca không hát...